# Barbacha
Barbacha är en ort i Algeriet.   Den ligger i provinsen Béjaïa, i den norra delen av landet, 170 km öster om huvudstaden Alger. Barbacha ligger 571 meter över havet och antalet invånare är 31 983.
Terrängen runt Barbacha är lite bergig. Runt Barbacha är det tätbefolkat, med 286 invånare per kvadratkilometer. Barbacha är det största samhället i trakten. 